# Erbes-Büdesheim
Erbes-Büdesheim là một đô thị thuộc huyện Alzey-Worms, bang Rheinland-Pfalz, nước Đức. Đô thị Erbes-Büdesheim có diện tích 10,16 km².